# Sky100

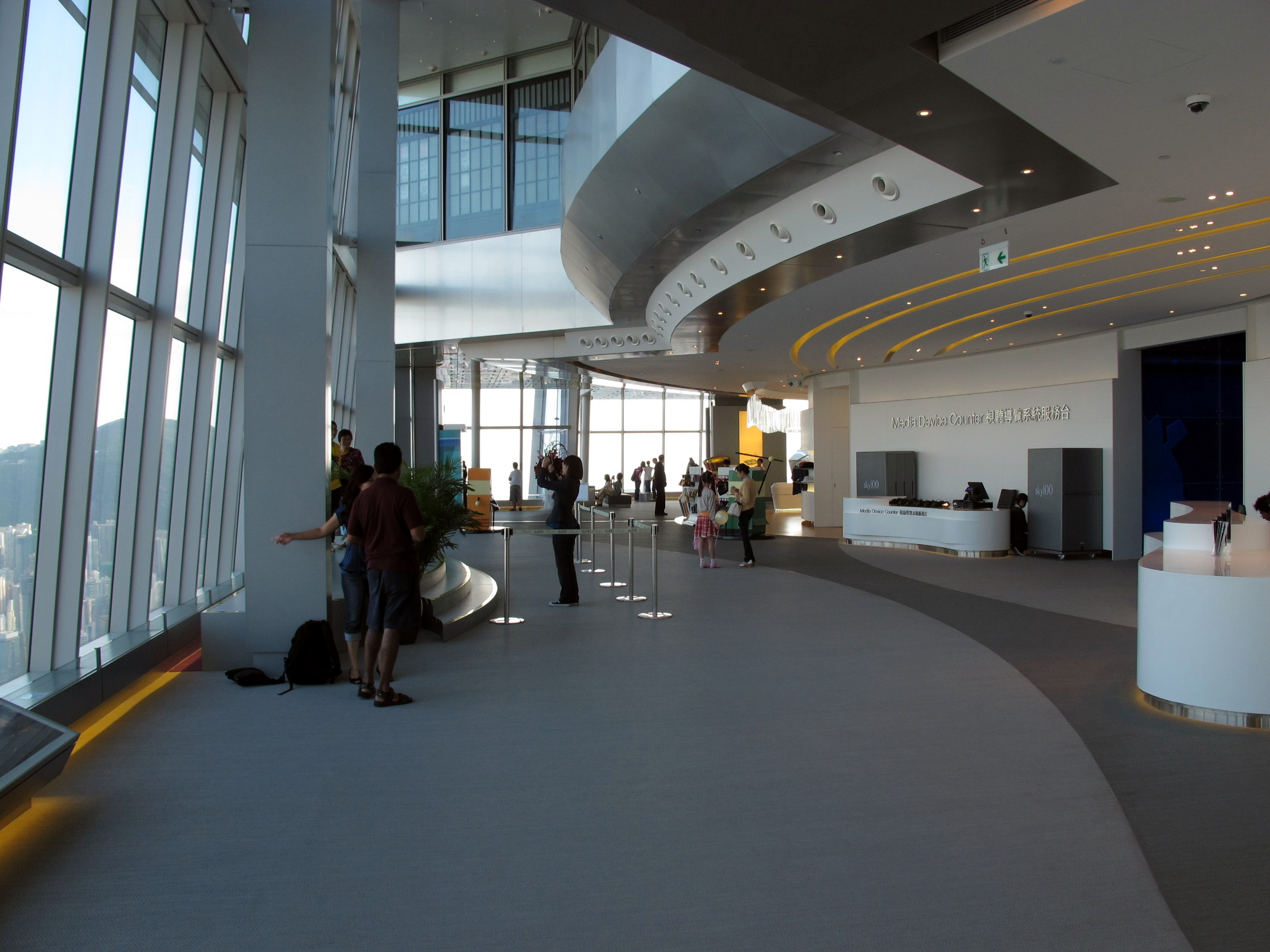
Interior del mirador Sky100.

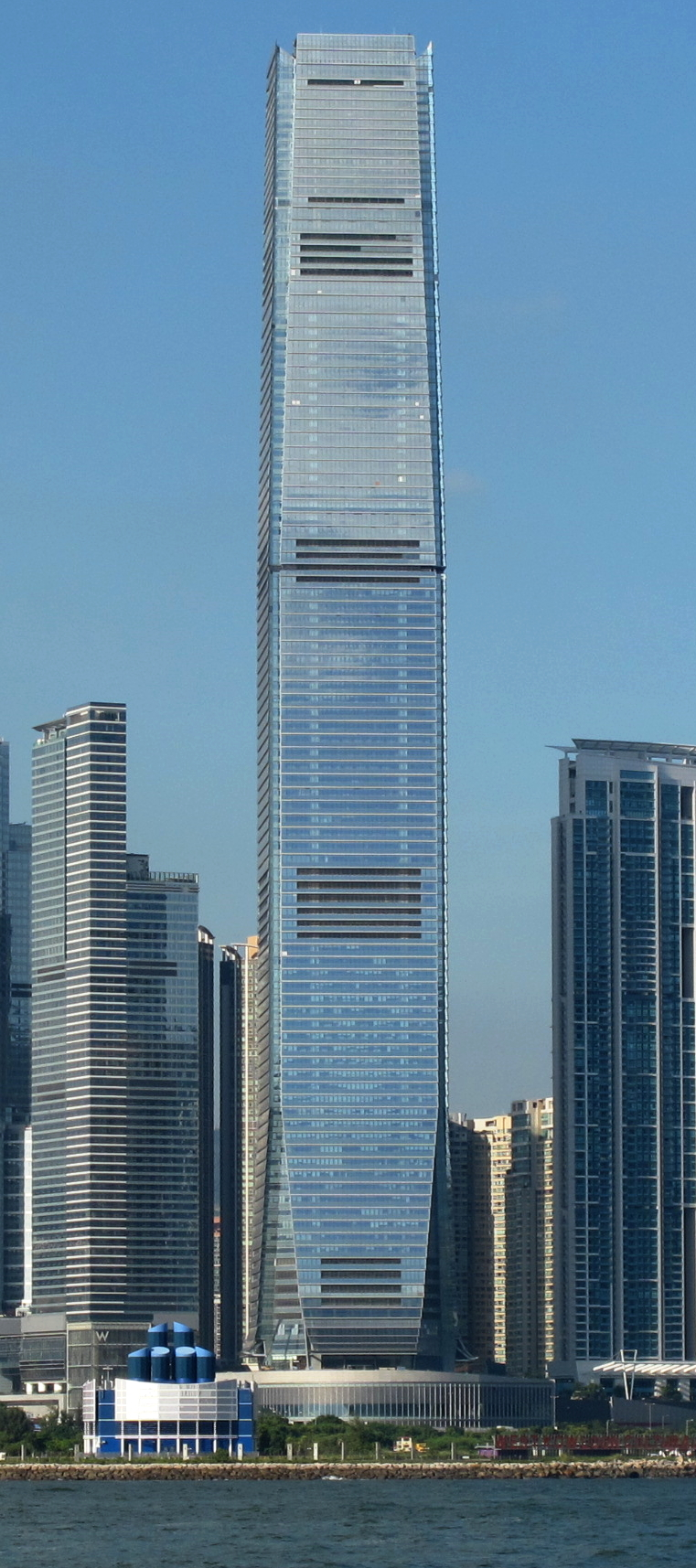
Sky100 está situado en el piso 100 del ICC en Kowloon oeste.

Sky100 (chino tradicional: 天際100) es una plataforma de observación bajo techo en 360°, que ocupa el piso 100 del International Commerce Centre (ICC), rascacielos diseñado por la empresa de arquitectura internacional Kohn Pedersen Fox, ubicado en el oeste de la península de Kowloon, Hong Kong. Desde su apertura el 17 de abril de 2011, es la plataforma de observación más alta en Hong Kong, con 393 m s. n. m.

## Características
Sky100 está localizado dos pisos bajo el hotel The Ritz-Carlton del mismo edificio. Los visitantes suben a la plataforma de observación utilizando ascensores de alta velocidad, los cuales viajan desde la entrada en el segundo piso al piso 100 en 60 segundos.
El telescopio avanzado del Sky100 proporciona "encuadres de día soleado" y vistas pregrabadas de días despejados e indicadores de los principales hitos en la pantalla. Entre otras funciones, se incluyen vistas nocturnas y de fuegos artificiales. Las pantallas táctiles interactivas marcan los puntos de interés en la bahía, con información de dichos lugares, consejos y un planificador de itinerario.
El mirador ofrece vistas de la Isla de Hong Kong, una vista completa de la península de Kowloon y —si el tiempo lo permite— de las cadenas montañosas del norte de Kowloon y Tai Mo Shan.
En la plataforma hay una cafetería que sirve bocadillos locales y refrescos, además de un restaurante de cocina internacional, ubicado en el piso 101.

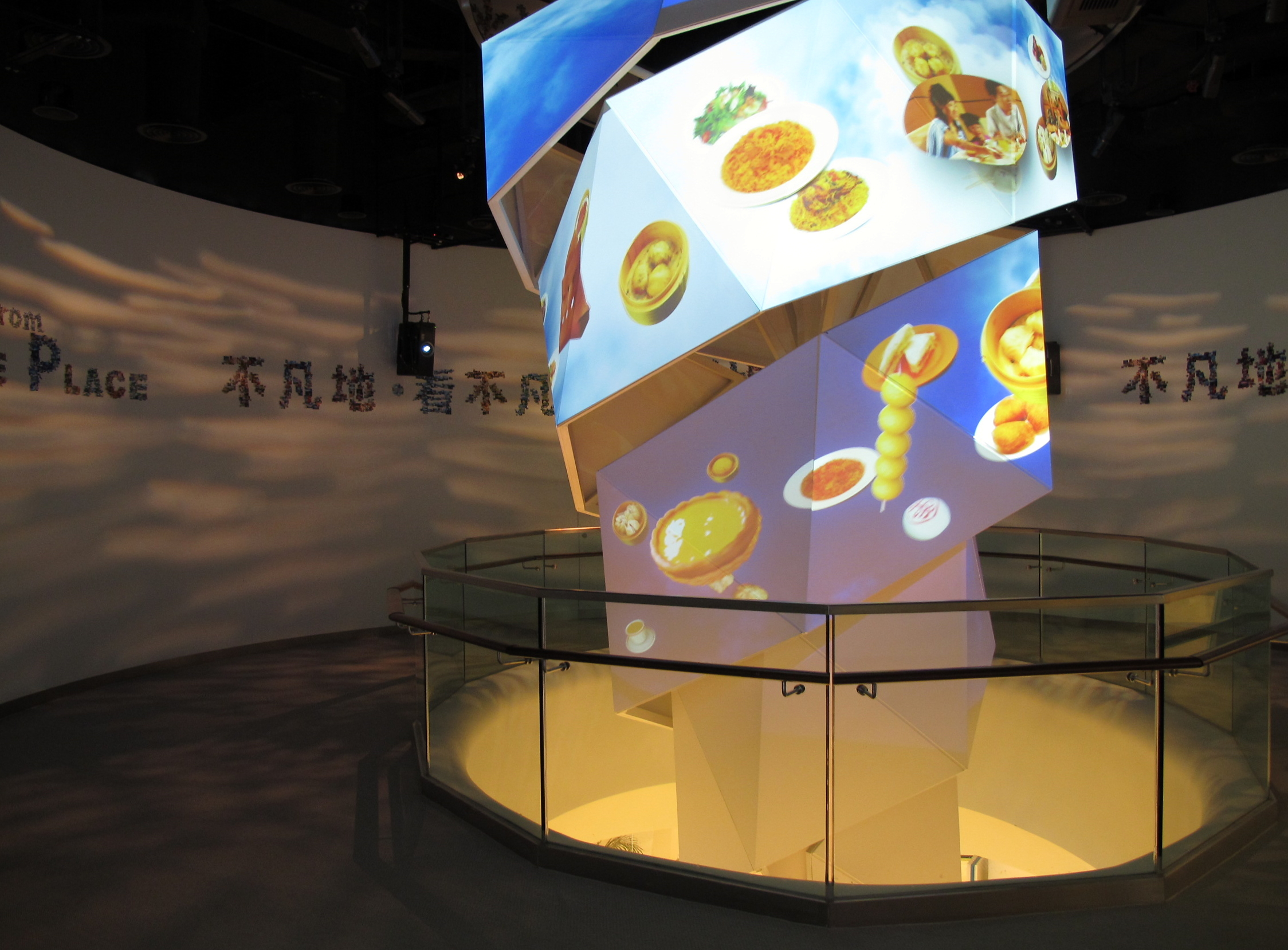
Exhibición del Sky 100.
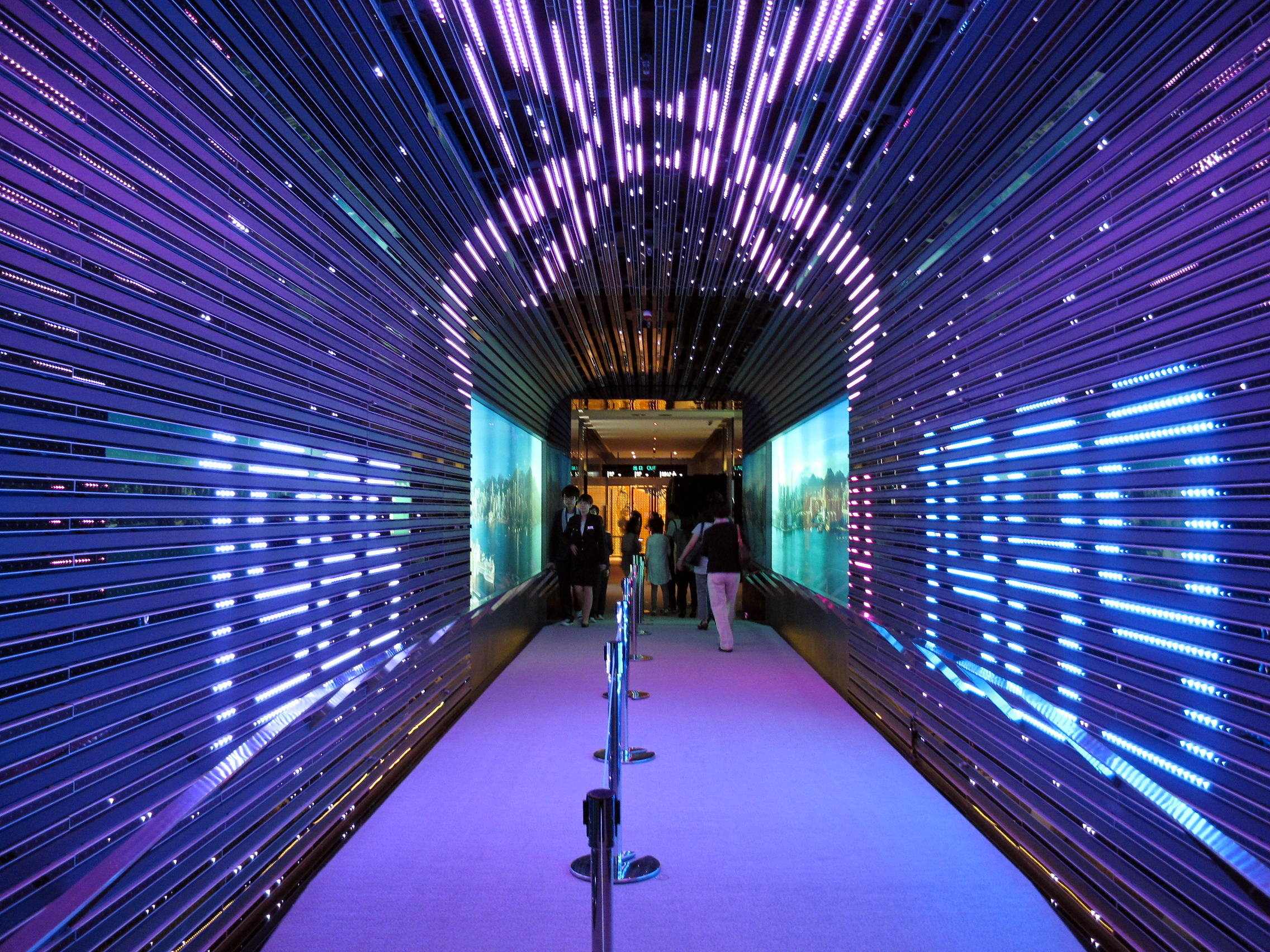
«Túnel del tiempo»
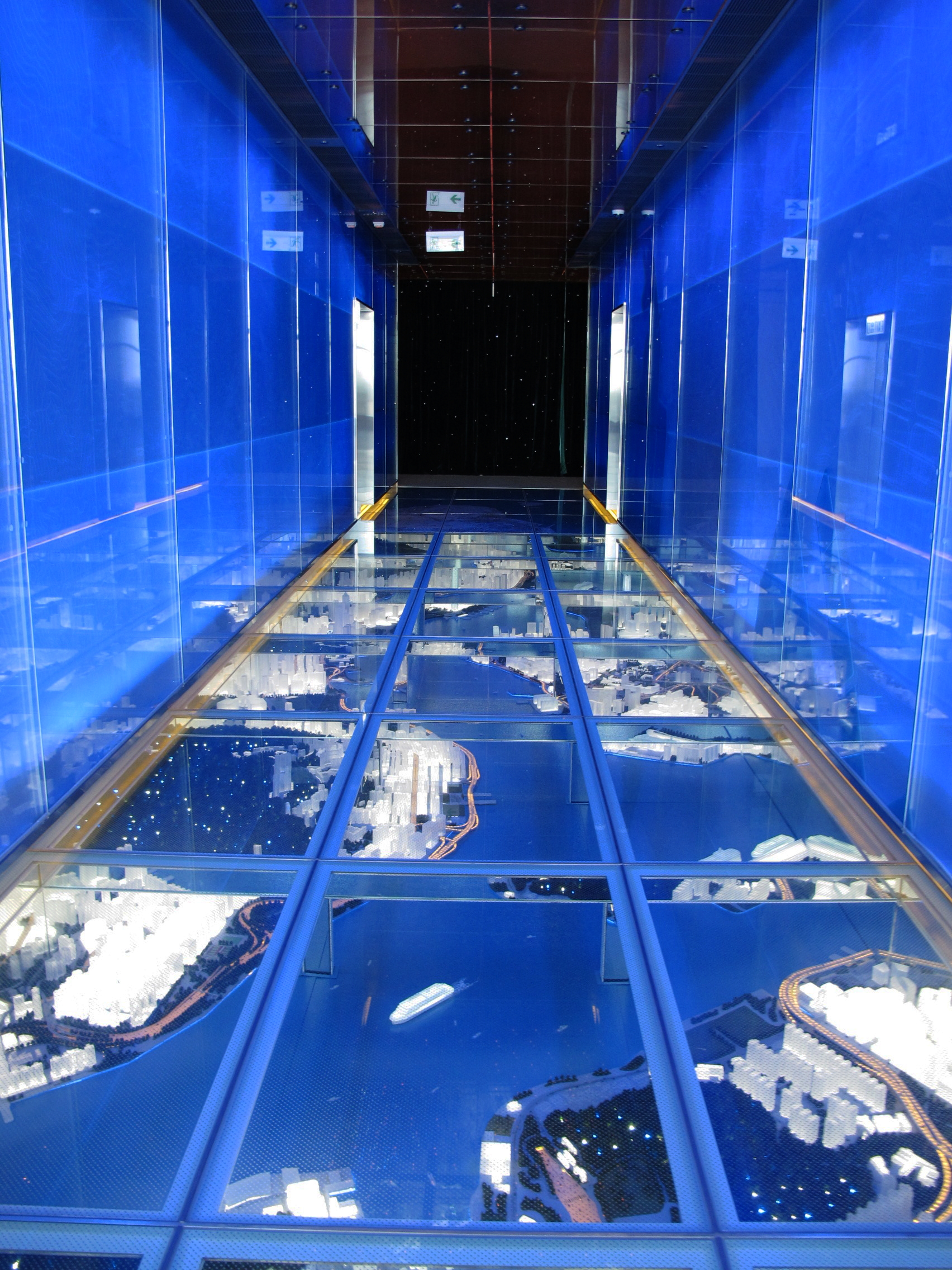
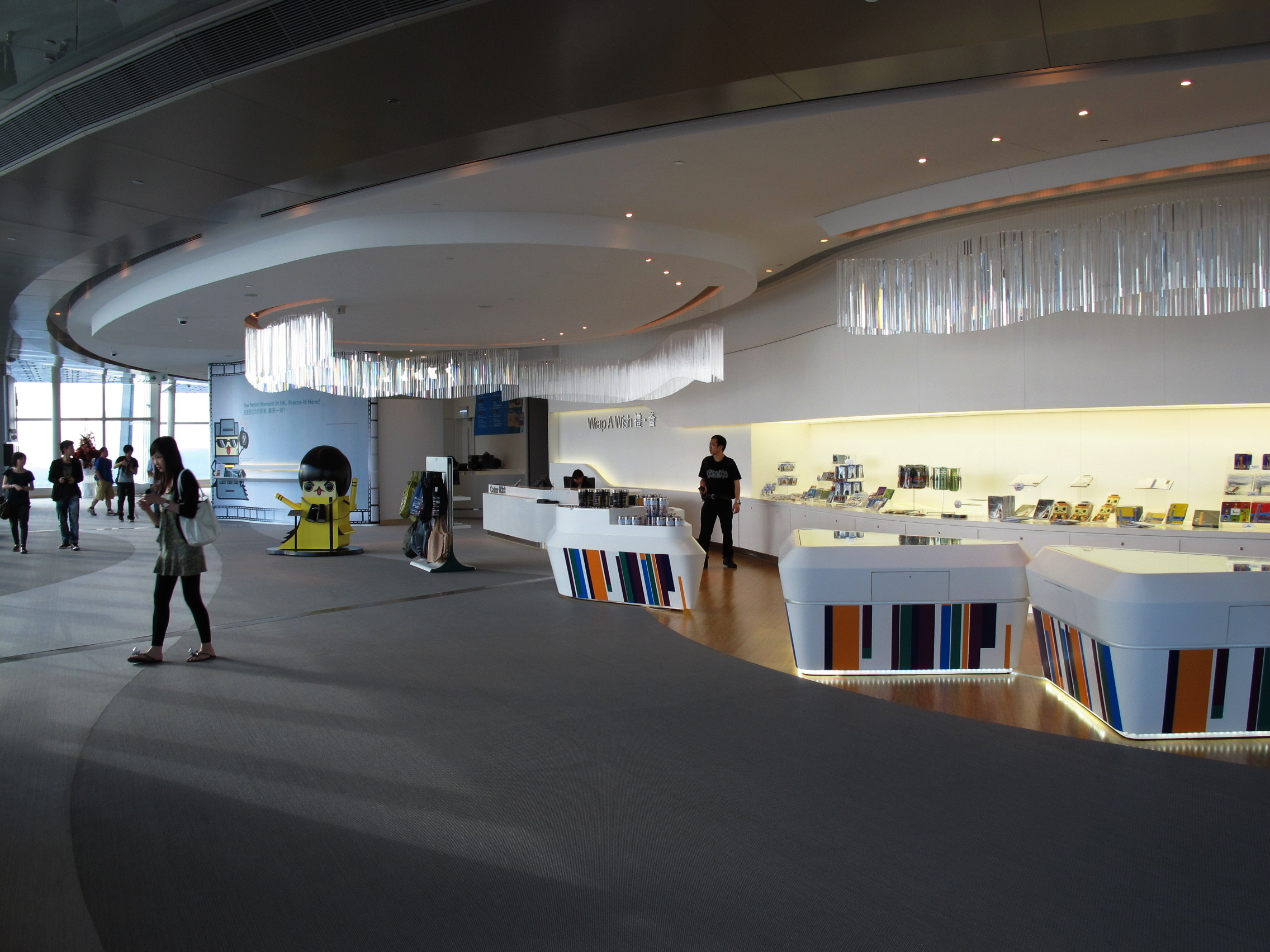
Tienda de regalos.
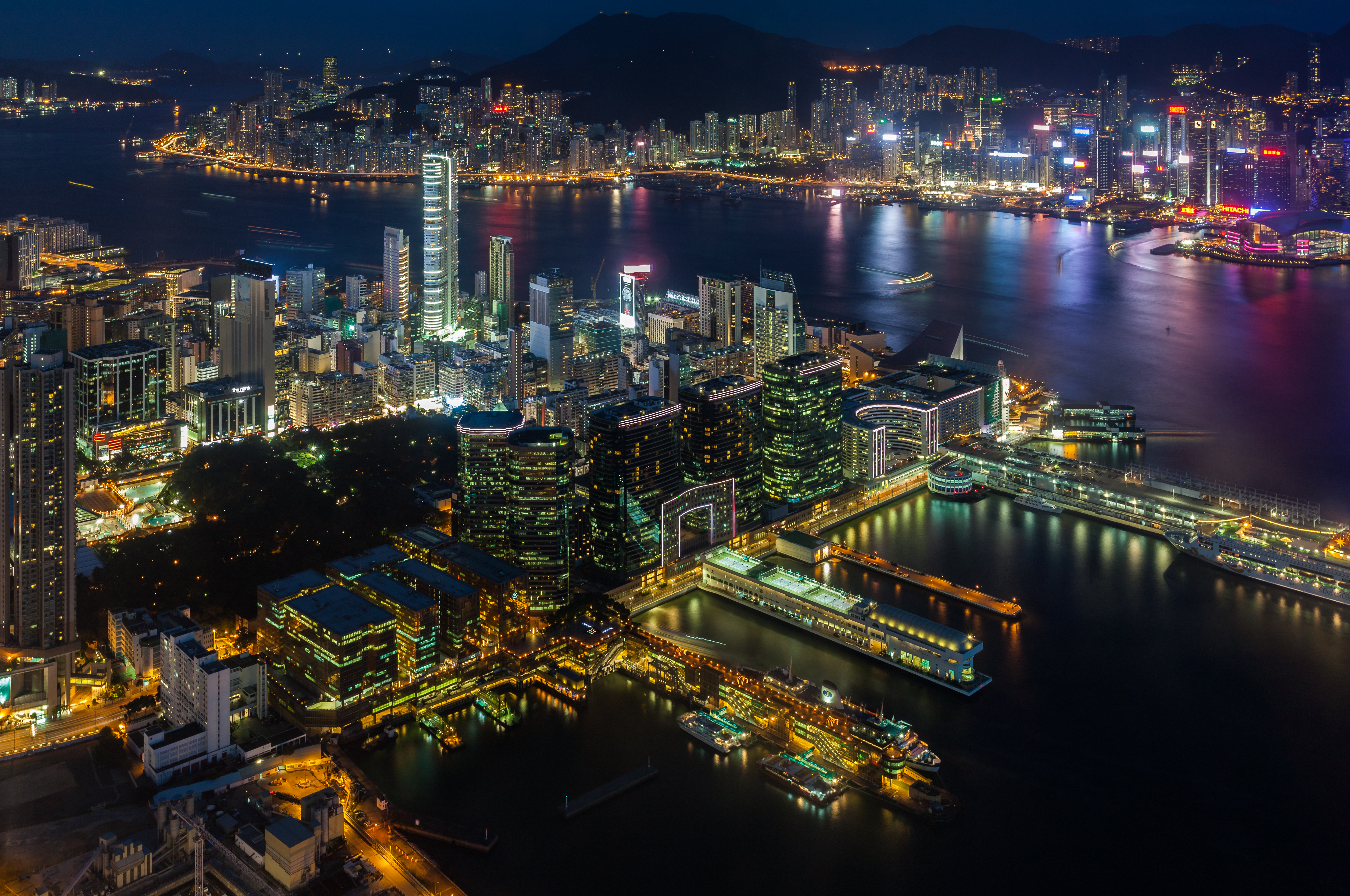
Vista del Puerto de Victoria desde el Sky100.

## Carrera al Sky100
Desde 2012, el Sky100 también sirve como punto de llegada de una carrera vertical anual organizada por Sun Hung Kai Properties (codesarrollador del ICC) y The Community Chest of Hong Kong. La carrera empieza en el piso 8 y se desarrolla en las escaleras del edificio hasta el Sky100. El evento se realiza normalmente a inicios de diciembre.